# Centrum Sportowo-Rehabilitacyjne Słowianka
Centrum Sportowo-Rehabilitacyjne „Słowianka” – kompleks sportowy w Gorzowie Wielkopolskim położony w Parku Słowiańskim, w północnej części osiedla Staszica. Obiekt świadczy usługi związane z aktywnością ruchową, rekreacją i wellness. Jest w pełni przystosowany do obsługi osób niepełnosprawnych. Obok obiektu 4 grudnia 2023 roku otwarto Arenę Gorzów.

## Obiekty
- basen sportowy o wymiarach olimpijskich – 50 m x 25 m z 10 torami o głębokości 2 m. Pływalnia jest oznakowana zgodnie z wymogami Polskiego Związku Pływackiego, wyposażona w profesjonalny, elektroniczny system do pomiaru czasu dla pływaków, trybuny i miejsca dla publiczności na 500 osób (z możliwością powiększenia o kolejne 300 miejsc) oraz przesuwany pomost, który pozwala na podzielenie go na dwa baseny o wymiarach po 25 m,
- basen rekreacyjny z atrakcjami wodnymi, wyposażony w stanowiska do masażu wodnego, 3 zjeżdżalnie wodne o długościach: 57 m (wewnętrzna), 85 m (wewnętrzno-zewnętrzna) i 118 m (zewnętrzna, z efektami wizualno-dźwiękowymi). Ponadto posiada gejzery, leżanki, kaskady, armatki wodne, wanny kąpieli bąbelkowej oraz tzw. „dziką rzekę”. Wydzieloną część stanowi basen do nauki pływania o głębokości 1,3 m oraz brodzik dla dzieci do lat 7 wyposażony w małą zjeżdżalnię,
- zadaszone lodowisko o wymiarach 24 m x 48 m z możliwością wypożyczenia sprzętu łyżwiarskiego. Funkcjonuje od października do marca każdego roku, w pozostałej części roku jest wykorzystywane jako wielofunkcyjne boisko z nawierzchnią ze sztucznej trawy,
- obiekty odnowy biologicznej w skład których wchodzą dwie sauny fińskie i jedna na podczerwień, łaźnia turecka, grota lodowa, kadzie do zanurzania ciała w zimnej wodzie, siedziska z kadziami do zanurzania nóg, miejsca do leżakowania oraz łączka solarniana,
- siłownia i fitness club,
- solarium,
- kręgielnia